# Cuantificación digital
El proceso de cuantificación digital es posterior a la etapa de muestreo en la que se toman valores de amplitud de una determinada señal analógica. El objetivo de este proceso es cuantificar con bits estos valores, mediante la asignación de niveles. 
En esta etapa se le asigna un valor a la muestra pero no es digital. En este punto se decide si el valor de la muestra está, por aproximación, dentro del margen de niveles previamente fijados y  se le asigna un valor preestablecido según el código utilizado en la codificación. 

## Introducción
La cuantificación se encarga de convertir una sucesión de muestras de una determinada señal analógica con amplitud continua en una sucesión de valores discretos, preestablecidos según el código utilizado. 
Durante el proceso de cuantificación se mide el nivel de tensión de cada una de las muestras, obtenidas en el proceso de muestreo, y se les atribuye un valor finito (discreto) de amplitud, seleccionado por aproximación dentro de un margen de niveles previamente fijado. 
Los valores preestablecidos para ajustar la cuantificación se eligen en función de la propia resolución que utilice el código empleado durante la codificación. Si el nivel obtenido no coincide exactamente con ninguno, se toma como valor el inferior más próximo. 
En este momento, la señal analógica (que puede tomar cualquier valor) se convierte en una señal digital, ya que los valores que están preestablecidos, son finitos.
No obstante, todavía no se traduce al sistema binario. La señal ha quedado representada por un valor finito que durante la codificación (siguiente proceso de la conversión analógico digital) será cuando se transforme en una sucesión de ceros y unos.
Así pues, la señal digital que resulta tras la cuantificación es diferente a la señal eléctrica analógica que la originó, esto se conoce como Error de cuantificación. Se interpreta como un ruido añadido a la señal tras el proceso de decodificación digital. Si este ruido de cuantificación se mantiene por debajo del ruido analógico de la señal a cuantificar (que siempre existe), el proceso no tendrá ninguna consecuencia sobre la señal de interés.

## Tipos de cuantificación

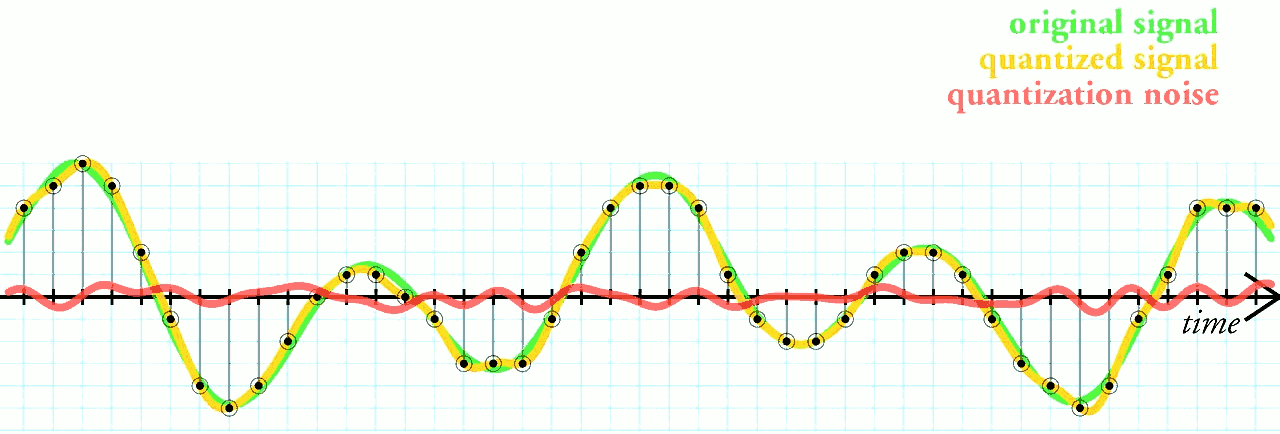
La forma más sencilla de cuantificar una señal es elegir el valor de amplitud digital más cercano a la amplitud analógica original. Lamentablemente, el ruido exacto que resulta de este sencillo esquema de cuantificación depende en cierta medida de la señal de entrada. Puede ser inconsistente, causar distorsión o ser indeseable de alguna otra manera.

Para minimizar los efectos negativos del error de cuantificación, se utilizan las distintas técnicas de cuantificación.

### Cuantificación uniforme
En los cuantificadores uniformes (cuantificación lineal) la distancia entre los niveles de reconstrucción es siempre la misma. No hacen ninguna suposición acerca de la naturaleza de la señal a cuantificar, de ahí que no proporcionen los mejores resultados. Sin embargo, tienen como ventaja que son los más fáciles y menos costosos de implementar.

### Cuantificación no uniforme
La cuantificación no uniforme (cuantificación no lineal) se aplica cuando se procesan señales no homogéneas que se sabe que van a ser más sensibles en una determinada banda concreta de frecuencias. 
En este caso, lo que se hace es estudiar la propia entropía de la señal y asignar niveles de cuantificación de manera no uniforme (utilizando un bit rate variable), de tal modo que se asigne un mayor número de niveles para aquellos márgenes en que la amplitud cambia más rápidamente (contienen mayor densidad de información).
Cuando durante la digitalización se ha usado una cuantificación no uniforme, se debe utilizar el mismo circuito no lineal durante la decodificación, para poder recomponer la señal de forma correcta.

### Cuantificación logarítmica
La cuantificación logarítmica (cuantificación escalar) es un tipo de cuantificación digital en el que se utiliza una tasa de datos constante, pero se diferencia de la cuantificación uniforme en que como paso previo a la cuantificación se hace pasar la señal por un compresor logarítmico.
Se hace pasar la señal por un compresor logarítmico antes de la cuantificación. Como en la señal resultante la amplitud del voltaje sufre variaciones menos abruptas, la posibilidad de que se produzca un ruido de cuantificación grande disminuye. Antes de reproducir la señal digital, esta tendrá que pasar por un expansor.
En esta cuantificación tendremos pequeños pasos de cuantificación para los valores pequeños de amplitud y pasos de cuantificación grandes para los valores grandes de amplitud, lo que proporciona mayor resolución en señales débiles al compararse con una cuantificación uniforme de igual bit rate, pero menor resolución en señales de gran amplitud.
A la salida del sistema, la señal digital ha de pasar por un expansor, que realiza la función inversa al compresor logarítmico. El procedimiento conjunto de compresión y expansión se denomina companding.
Los algoritmos Ley Mu y Ley A sirven como ejemplo de cuantificadores logarítmicos.

### Cuantificación vectorial
La cuantificación vectorial, un tipo de cuantificación digital, en el que el proceso puede ser idéntico a la cuantificación uniforme (utiliza CBR) o no uniforme (utiliza VBR). La particularidad radica en que, en lugar de cuantificar las muestras retenidas individualmente, se cuantifican por bloques de muestras. Con ello, se logra una cuantificación más eficaz.
Cada bloque de muestras será tratado como si se tratara de un vector; de ahí el nombre de esta tipología.
La cuantificación vectorial es la más eficiente de todas las modalidades de cuantificación en lo referente al error de cuantificación. No obstante, está más predispuesta a verse afectada por errores de transmisión. Otro inconveniente, es que los procesos informáticos para lograr esta codificación resultan muy complejos.